# Eichmarkengeber
Ein Eichmarkengeber ist ein elektronisches Gerät, das zur Prüfung von analogen Empfängern verwendet wird.
Das Ausgangssignal des Eichmarkengebers besteht aus sehr kurzen Impulsen (wenige ns) mit einer präzisen Wiederholfrequenz (z. B. 10 kHz, 100 kHz, 1 MHz). Das Spektrum dieses Signals besteht aus Linien im Abstand der Wiederholfrequenz.
Wird ein Eichmarkengeber an den Antenneneingang eines Empfängers angeschlossen, so kann man beim Durchdrehen der Frequenzskala Signale (Pfeifstellen) im Abstand der Wiederholfrequenz empfangen und damit die Skala überprüfen. Ist die Amplitude der einzelnen Spektrallinien bekannt, so kann man auch die Empfindlichkeit des Empfängers beurteilen.
Moderne Empfänger mit digitaler Frequenzeinstellung besitzen eine so hohe Einstellgenauigkeit, dass die Überprüfung mit Hilfe eines Eichmarkengebers heute nicht mehr notwendig ist.
Ein Eichmarkengeber besteht aus einem quarzgesteuerten Oszillator, der auf einer „runden“ Frequenz (z. B. 8000 kHz) schwingt. Die Frequenz wird mit einem Frequenzteiler (z. B. Teiler durch 80) auf die gewünschte Wiederholfrequenz (z. B. 100 kHz) heruntergeteilt. In einer nachfolgenden Stufe werden sehr kurze nadelförmige Impulse erzeugt, deren Spektrum aus sehr vielen Linien im Abstand der Wiederholfrequenz besteht. Abhängig von der Anstiegsgeschwindigkeit der Impulse werden so Signale bis in den 10 GHz-Bereich erzeugt.